# UDON
『UDON』（うどん）は、2006年8月26日公開された日本映画である。監督は『踊る大捜査線』を撮影した本広克行、主演はユースケ・サンタマリアと小西真奈美。映画の題材はタイトル通り「うどん」（讃岐うどん）。興行収入は13.6億円（日本映画製作者連盟による）。
香川県を舞台とした映画で、撮影もほとんどが香川県で行われている。同じく本広が香川県で撮影した映画には『サマータイムマシン・ブルース』などがある。

## あらすじ
松井香助は「世界中を笑わせるコメディアンになる」と意気込んで、製麺所を営む実家を飛び出しニューヨークへ旅立つが、鳴かず飛ばずで借金を背負ったまま挫折してしまう。香川に戻った香助を友人たちは暖かく迎えたが父・拓富は冷たく突き放す。母親の墓参りに行く途中、車がガス欠したため、深い山奥の中途方に暮れる香助は、同じく道に迷っていたタウン誌の編集者・宮川恭子と出会う。
紆余曲折しながらも恭子と山奥を抜け出した香助は、鈴木庄介の紹介で恭子も働いているタウン誌に就職する。タウン情報誌の売上げを伸ばすため、香助は地元の人間でも知らないうどんを取り上げたコラム記事を企画する。うどんを取り上げたそのコラムは反響を呼び、うどんブームを巻き起こす。だがその一方で香助と拓富の溝は深まったままであり、結局和解することなく死別してしまう。

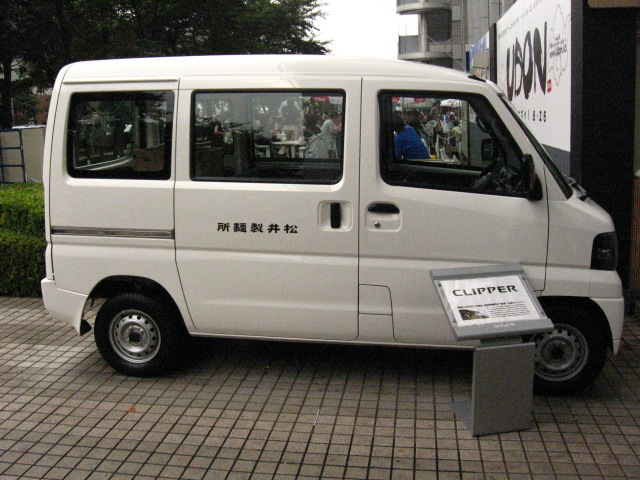
香助（ユースケ）が運転する「松井製麺所」表記入りのクリッパー（2006年8月、東京都港区台場のイベントで撮影。展示用）

## キャラクター・キャスト
- 松井香助：ユースケ・サンタマリア
- 宮川恭子：小西真奈美
- 鈴木庄介：トータス松本（ウルフルズ）
- 大谷正徳：升毅
- 三島憲治郎：片桐仁（ラーメンズ）
- 青木和哉：要潤（旧三豊郡三野町（現在の三豊市）出身）
- 藤元良一：小日向文世
- 松井拓富：木場勝己
- 藤元万里：鈴木京香
- 水沢翔太：池松壮亮
- 稲庭充：竹下恭平
- 江守徹：江守徹
- 馬淵嘉代：二宮さよ子
- 涼子：明星真由美
- 牧野：森崎博之（TEAM NACS）
- 中西：中野英樹
- 水原保：永野宗典
- 本屋（宮脇書店丸亀店）店員：温水洋一
- 坂下始：北山雅康 - 映画『踊る大捜査線 THE MOVIE』の副総監誘拐犯と同一人物
- 「キャプテンうどん」悪役：石井正則（アリtoキリギリス）
- 「キャプテンうどん」悪役：寺島進
- 閉店するうどん屋の店主：八十田勇一
- 「手打ちうどん中北」店員：楠見薫
- 今井茂雄
- 「キャプテンうどん」うどん中毒者：ほっしゃん。
- アスパラ持ち込みのうどん屋の客：大泉洋（TEAM NACS）
- 警ら中の白バイ警官：田中要次
- バイカー軍団のリーダー：嶋田久作
- 篠田拓馬
- 市田ひろみ
- 小倉智昭（情報プレゼンター とくダネ!司会者、本籍と父親の出身地が丸亀市）
- 笠井信輔（フジテレビアナウンサー）
- 佐々木恭子（フジテレビアナウンサー）
- TVレポーター：中野美奈子（フジテレビアナウンサー、丸亀市出身）
- メイド姿のTVレポーター1：やなたま（本名矢内環。当時は石川テレビアナウンサー、同局ローカル放送の映画紹介番組「Cafe du Cinema」MC。映画「容疑者 室井慎次」にもメイド姿で出演）
- メイド姿のTVレポーター2：はんたま（「Cafe du Cinema」サブMC）
- うどんフェスティバルの客：魚住咲恵（当時は岡山放送アナウンサー、現在はフリーアナウンサー）
- うどんフェスティバルの客：田尾和俊（四国学院大学教授、麺通団団長、旧三豊郡詫間町（現在の三豊市）出身）

なるべく多く香川県出身の芸能人に出演して欲しいという本広監督の意向もあって、この映画には香川県出身の芸能人がカメオ出演している。
- 香助・万里姉弟の母（拓富の妻、故人）：笠置シヅ子（旧大川郡相生村 (香川県)→旧大川郡引田町（現在の東かがわ市）出身。笠置自身もすでに故人の為、遺影でのみの出演）
- 郵便配達員：南原清隆（高松市出身）
- うどん屋の客（カップル）：小泉孝太郎
- うどん屋の客（カップル）：藤澤恵麻（高松市出身）
- うどん屋の行列待ちのおばちゃん：松本明子（高松市出身）
- 恭子が卒業した小学校の先生：高畑淳子（善通寺市出身）

### 『サマータイムマシン・ブルース』の登場人物
前年に公開した同監督による香川県を舞台にしたSF映画作品『サマータイムマシン・ブルース』の出演者たち（佐々木蔵之介・与座嘉秋・川岡大次郎・ムロツヨシ・真木よう子・本多力）が、そのままの役で登場している。永野宗典も『サマータイムマシン・ブルース』に出演しているが、別人役（他のキャラクターに、同一人物か疑われるというシーンがある）。
- 新美優：与座嘉秋
- 小泉俊介：川岡大次郎
- 石松大悟：ムロツヨシ
- 伊藤唯：真木よう子
- 保積光太郎（ホセ）：佐々木蔵之介

## スタッフ
- 監督 - 本広克行（ROBOT）
- 脚本 - 戸田山雅司
- 音楽 - 渡辺俊幸
- 製作 - 亀山千広（フジテレビ）
- 企画協力 - 田尾和俊
- 特別協賛 - 東洋水産、日産自動車
- 協賛 - LAWSON
- 製作プロダクション - ROBOT
- 配給 - 東宝
- 製作 - フジテレビ、ROBOT、東宝

## ロケ地

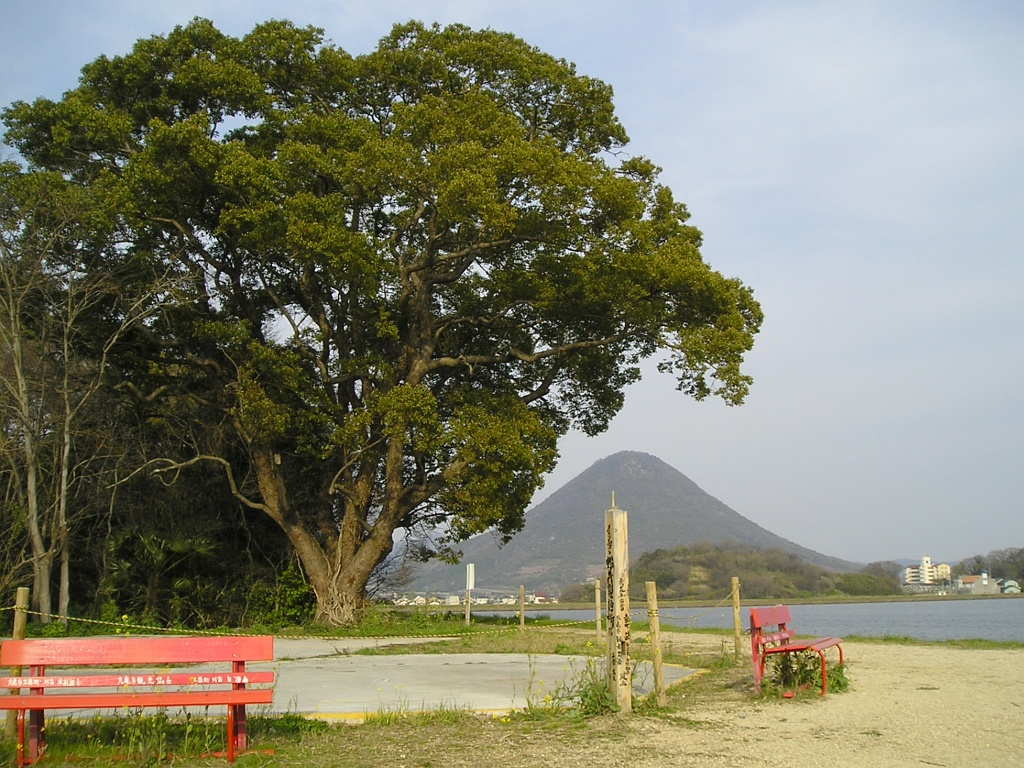
「松井製麺所」オープンセット跡（丸亀市）

前述の通り、ほぼ全編にわたって、本広監督の出身地である香川県で撮影が行われた。以下は劇中に登場した主な場所・施設。
- 宮池

池のほとりに松井製麺所が佇む。飯野山（讃岐富士）が水面に映る光景は、2006年のJRグループ「フルムーン」のポスターにも採用されている。
- 宇多津駅
- 四国学院大学
- 瀬戸大橋
- 瀬戸大橋記念公園
- 高松空港
- 丸亀市通町商店街
- 丸亀市立城東小学校
- 香川労災病院

## テーマ曲
- 闘牛士（「カルメン」第1組曲より）